# 高攀枝
高攀枝（1572年—1607年），號友吴，順天府大興縣籍，臨邑縣人，明朝政治人物。

## 生平
萬曆十九年（1591年）辛卯科順天府鄉試舉人。萬曆二十年（1592年），登壬辰科第三甲第二百三名進士，户部觀政，二十一年授南阳府推官，三十年二月考選雲南道御史，本年巡视北城，三十一年巡按淮揚，三十三年巡漕，三十四年丁憂，三十五年卒。

## 家族
曾祖高寧（高宣）；祖父高山；父高登。